# Uroxys angulicollis
Uroxys angulicollis är en skalbaggsart som beskrevs av Karl Henrik Boheman 1858. Uroxys angulicollis ingår i släktet Uroxys och familjen bladhorningar. Inga underarter finns listade i Catalogue of Life.